# Idaea mundaria
Idaea mundaria är en fjärilsart som beskrevs av Walker 1861. Idaea mundaria ingår i släktet Idaea och familjen mätare. Inga underarter finns listade i Catalogue of Life.